# Dexter Fowler
William Dexter Fowler (Atlanta, 22 marzo 1986) è un giocatore di baseball statunitense, esterno destro per i Los Angeles Angels della Major League Baseball.

## Gli inizi
Fowler nacque ad Atlanta e frequentò le scuole superiori a Milton, in Georgia. Rifiutò offerte da Harvard e dall'Università di Miami per giocare nella Major League, dopo essersi originariamente impegnato a Miami. Prima di firmare con i Rockies, Fowler era esclusivamente un battitore destro.

## Carriera

### Minor League (MiLB)
Fowler fu selezionato al quattordicesimo turno del draft 2004 dai Colorado Rockies. Nel 2008 fu convocato dalla Major League per l'All-Star Futures Game

### Major League (MLB)

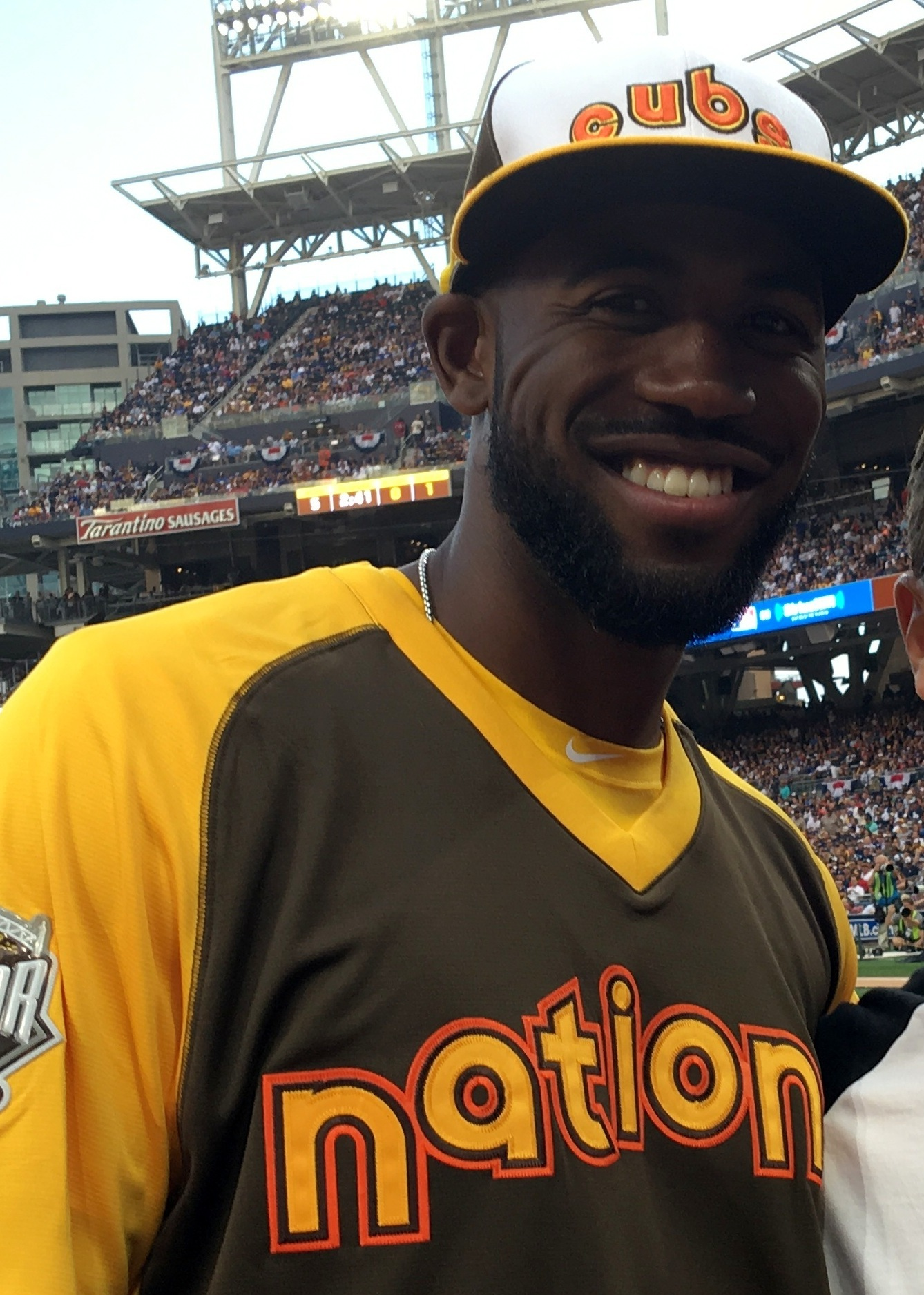
Fowler durante l' Home Run Derby 2016

Fowler fu chiamato in MLB il 2 settembre 2008 e debuttò il giorno stesso, al Coors Field di Denver contro i San Francisco Giants.
Il 3 dicembre 2013, fu scambiato dai Rockies (insieme a un giocatore da nominare in seguito) con gli Houston Astros, in cambio dell'esterno Brandon Barnes e il lanciatore Jordan Lyles.
Il 19 gennaio 2015, fu scambiato dagli Astros con i Chicago Cubs, in cambio dei giocatori Luis Valbuena e Dan Straily.
Nel 2016, Fowler fu selezionato per il suo primo All-Star Game in rappresentanza dei Cubs, insieme ad altri sei compagni di squadra.
Il 25 ottobre, Dexter Fowler insieme ai compagni di squadra Jason Heyward, Addison Russell e Carl Edwards Jr. divennero i primi afro-americani a giocare per i Cubs in una partita delle World Series. Il 2 novembre i Cubs vinsero la settima partita delle World Series per 8-7 al 10 inning contro i Cleveland Indians, conquistando il terzo titolo della loro storia, titolo che mancava alla squadra da 108 anni. Fowler divenne per la prima volta campione. Il 3 novembre divenne free agent.
Il 9 dicembre, Fowler raggiunse un accordo quinquennale da 82.5 milioni di dollari con i St. Louis Cardinals. Prima dell'inizio della stagione 2018, Fowler accettò di cambiare posizione da esterno centro a destro; i Cardinals spostarono quindi Tommy Pham al centro.
Il 4 febbraio 2021, i Cardinals scambiarono Fowler assieme a una somma in denaro con i Los Angeles Angels per un giocatore da nominare in seguito. Il 9 aprile si infortunò al ginocchio sinistro mentre scivolava verso la seconda base, in una partita contro i Blue Jays. A causa di quest'infortunio, per cui dovette sottoporsi ad un intervento chirurgico, saltò il resto della stagione.

## Nazionale
Come giocatore di minor league, durante la stagione 2008, Fowler fu selezionato per rappresentare gli Stati Uniti nelle Olimpiadi di Pechino del 2008. Conquistò la medaglia di bronzo, assieme alla sua nazionale sconfiggendo il Giappone, 8-4.

## Palmarès

### Club
- World Series: 1

Chicago Cubs: 2016

### Individuale
- MLB All-Star: 1

2016

### Nazionale
Olimpiadi
- Pechino 2008:  Bronzo